# Friedrich Sertürner
Friedrich Wilhelm Adam Sertürner (ur. 19 czerwca 1783 w Neuhaus (niedaleko Paderborn w Niemczech), zm. 20 lutego 1841 w Hameln) – niemiecki farmaceuta. Znany dzięki odkryciu morfiny.
W 1804 roku, jako pierwszy, wyizolował z opium alkaloid – morfinę. W późniejszych latach zajął się badaniem jej właściwości i działania na organizm. Stwierdził między innymi właściwości nasenne i przeciwbólowe. Nazwę dla nowej substancji Sertürner zaczerpnął z mitologii greckiej, od imienia boga snu Morfeusza. Morfina była pierwszym alkaloidem uzyskanym z jakiejkolwiek rośliny.
W 1809 roku otworzył pierwszą własna aptekę w Einbeck w Niemczech, w 1822 kupił aptekę w Hameln, w której pracował aż do śmierci w 1841 r.